# Исък
Исък или Кара Исик хан (на китайски: 乙息记; на пинин: Yixiji) е вторият каган на Тюркския каганат, управлявал през 552 – 553 година.

## Биография
Той е син на основателя на каганата Бумън от рода Ашина. През 551 година баща му, водач на гьоктюрките в северозападната част на държавата Жоужан се обявява за самостоятелен владетел, след което нанася тежко поражение на Жоужан и обединява в държавата си голяма част от тюрките. Бумън умира през 552 година и е наследен от Исък, като в западните области остава да управлява брата на Бумън Истеми.
През 553 година Исък нанася ново тежко поражение на Жоужан, но малко по-късно умира и е наследен от по-малкия си брат Мукан